# Robin des Bois d'El Dorado
Pour plus de détails, voir Fiche technique et Distribution.
Robin des Bois d'El Dorado (The Robin Hood of El Dorado) est un film américain en noir et blanc réalisé par William A. Wellman, sorti en 1936.

## Synopsis
En 1848, en Californie, Joaquin Murrieta vit heureux avec sa femme Rosita dans la vallée de San Joaquin. Mais de l'or est découvert sur leur domaine et des hommes cherchent à s'en emparer. Rosita est tuée lorsque Joaquin essaie de défendre le domaine. Il traque alors les meurtriers, qu'il retrouve et tue, devenant ainsi hors-la-loi.

## Fiche technique
- Titre : Robin des Bois d'El Dorado
- Titre original : The Robin Hood of El Dorado (ou Robin Hood of El Dorado)
- Scénario : William A. Wellman, Joseph Calleia et Melvin Levy, d'après le livre de Walter Noble Burns
- Photographie : Chester Lyons
- Montage : Robert Kern
- Musique : Herbert Stothart
- Direction artistique : David Townsend et Gabriel Scognamillo
- Costumes : Dolly Tree
- Producteur : John W. Considine Jr.
- Société de production : Metro-Goldwyn-Mayer
- Genre : Western
- Format : noir et blanc - 35 mm - 1.37:1 - son : Mono (Western Electric Sound System)
- Durée : 85 min
- Dates de sortie :
  - États-Unis : 17 mars 1936
  - France : 3 juillet 1936

## Distribution
- Warner Baxter : Joaquin Murrieta
- Ann Loring : Juanita de la Cuesta
- Bruce Cabot : Bill Warren
- Margo : Rosita

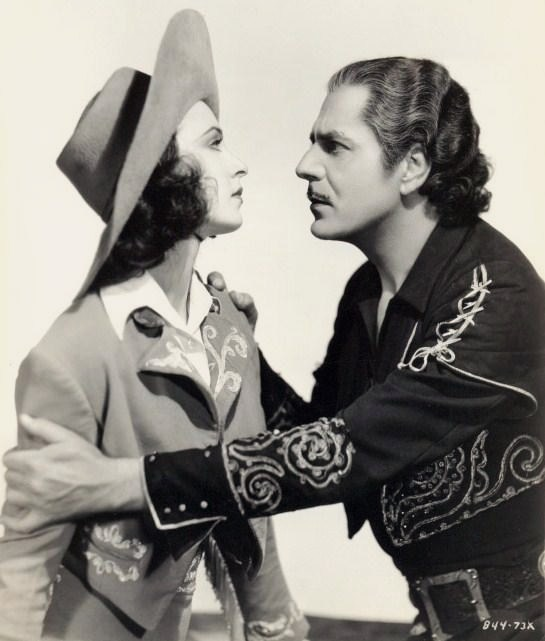
Ann Loring et Warner Baxter.

- J. Carrol Naish : Jack "Trois doigts"
- Soledad Jimenez : la mère Murrieta
- Eric Linden : Johnnie Warren
- Edgar Kennedy : le shérif Judd
- Charles Trowbridge : Ramon de la Cuesta
- Harvey Stephens : le capitaine Osborne
- Ralph Remley : le juge Perkins
- George Regas : Tomas
- Francis McDonald : l'espion Pedro
- Kay Hughes : Louise
- Paul Hurst : Wilson
- Boothe Howard : Tabbard
- Harry Woods : Pete

Acteurs non crédités
- Frank Campeau : Steve
- Mathilde Comont : Señora Matinez
- Pedro de Cordoba : Agriculteur
- Frank Hagney : le shérif-adjoint Phil
- Si Jenks : un mineur
- George MacQuarrie : Smithers
- Tom Moore : le shérif Hannan
- Jason Robards Sr. : Pancho

## Critique
Au moment d'une diffusion télévisée en 1987, Patrick Brion écrivait dans Télérama, sous le pseudonyme d'André Moreau : « Tourné à l'époque où le western n'était pas encore devenu l'un des grands genres hollywoodiens - il demeurait encore du domaine de la série B - Robin des Bois d'El Dorado est une œuvre curieuse dans laquelle apparaissent d'évidentes influences du cinéma muet mais aussi les prémices d'un genre qui est en train de trouver sa propre authenticité. Les grandes scènes d'action côtoient ainsi de beaux moments purement poétiques, telles les scènes du camp de Murrieta, et Wellman, bien que gêné par l'interprétation de Warner Baxter, peu conforme à ses héros d'élection, témoigne ici d'un indiscutable sens artistique, s'attachant à la personnalité de Joaquin Murrieta, devenu anachronique et gênant dans un pays en pleine mutation. Cet étrange western, extrêmement rare, mérite d'être redécouvert. »